# Denominatie (numismatiek)
De denominatie is de nominale waarde zoals die op een munt, bankbiljet of postzegel is vermeld, en die door de uitgever van het betaalmiddel wordt vastgesteld. 

## Voorbeelden
- Een munt van f 2½ cent heeft een nominale waarde van 2½ cent omdat het erop vermeld staat. In dit geval is de handelswaarde gelijk aan de nominale waarde.
- Een munt van 5 gulden heeft een nominale waarde van 5 gulden omdat het erop vermeld staat. Omdat het biljet niet meer in gebruik is kan de handelswaarde (sterk) verschillend zijn van de nominale tegenwaarde in euro's.

Denominaties kunnen per muntsoort verschillen. Zo had de gulden denominaties van 1, 5, 10, 25 cent en 1, 2½, 5 gulden, terwijl de Euro denominaties heeft van 1, 2, 5, 10, 20, 50 eurocent en 1, 2, 5 euro.
Ook bankbiljetten en postzegels kennen denominaties, dat wil zeggen dat de waarde er op vastgelegd is. Bij bijvoorbeeld een blanco cheque is dat echter niet het geval, daar stelt niet de uitgever de waarde vast, maar degene die de cheque invult.
Bij bankbiljetten wordt in het Nederlands (ook) het Franse woord coupure gebruikt.

## Internationale aanduidingen
- Engels: denomination
- Frans: coupure